# 인데펜덴시아 (칠레)
인데펜덴시아(스페인어: Independencia)는 칠레 산티아고 수도주 산티아고 현의 코무나이다. 면적은 7.4km2, 인구는 65,479명(2002년 기준), 인구 밀도는 8,800명/km2이다. 지역 이름은 스페인어로 "독립"을 뜻한다.